# Жюст де Жюст
Жюст де Жюст (фр. Juste de Juste; имя при рождении Giusto Betti; род. 1505 г. Тур — ум. после 1559 г.) — французский скульптор, художник и график эпохи Ренессанса итальянского происхождения. Известен в первую очередь как мастер графики, автор целой серии офортов. Находился под влиянием художественной школы Фонтенбло и Россо Фьорентино.

## Жизнь и творчество
Родился во Франции, в семье Бетти, флорентийских скульпторов и художников. Сын скульптора Антонио (Антуана) ди Джусто Бетти (1479—1519); после смерти отца получил художественное образование у своего дяди Жана Бетти (1485—1549). Одной из известнейших работ, над которой совместно трудились они оба, был мраморный саркофаг на могиле французского короля Людовика XII, работа над которым продолжалась 14 лет и завершилась в 1531 году. Ныне саркофаг с захоронением Людовика XII и его супруги Анны Бретонской находится в усыпальнице французских королей в соборе Сен-Дени в Париже.
Жюст де Жюст также автор скульптуры «Геркулес и Леда», созданной им по заказу короля Франциска I. Как и его отец, и оба дяди Андре и Жан до него, Жюст де Жюст в 1553 году стал придворным скульптором короля. С 1531 по 1537 год работал в Фонтенбло, при королевском дворе, позднее вернулся и продолжил своё творчество в семейной мастерской.
Помимо скульптуры Жюст де Жюст является автором серии из 12 графических работ малого формата (195 x 83) и пяти изображений обнажённой мужской натуры в виде человеческой пирамиды (267 x 205).

## Галерея

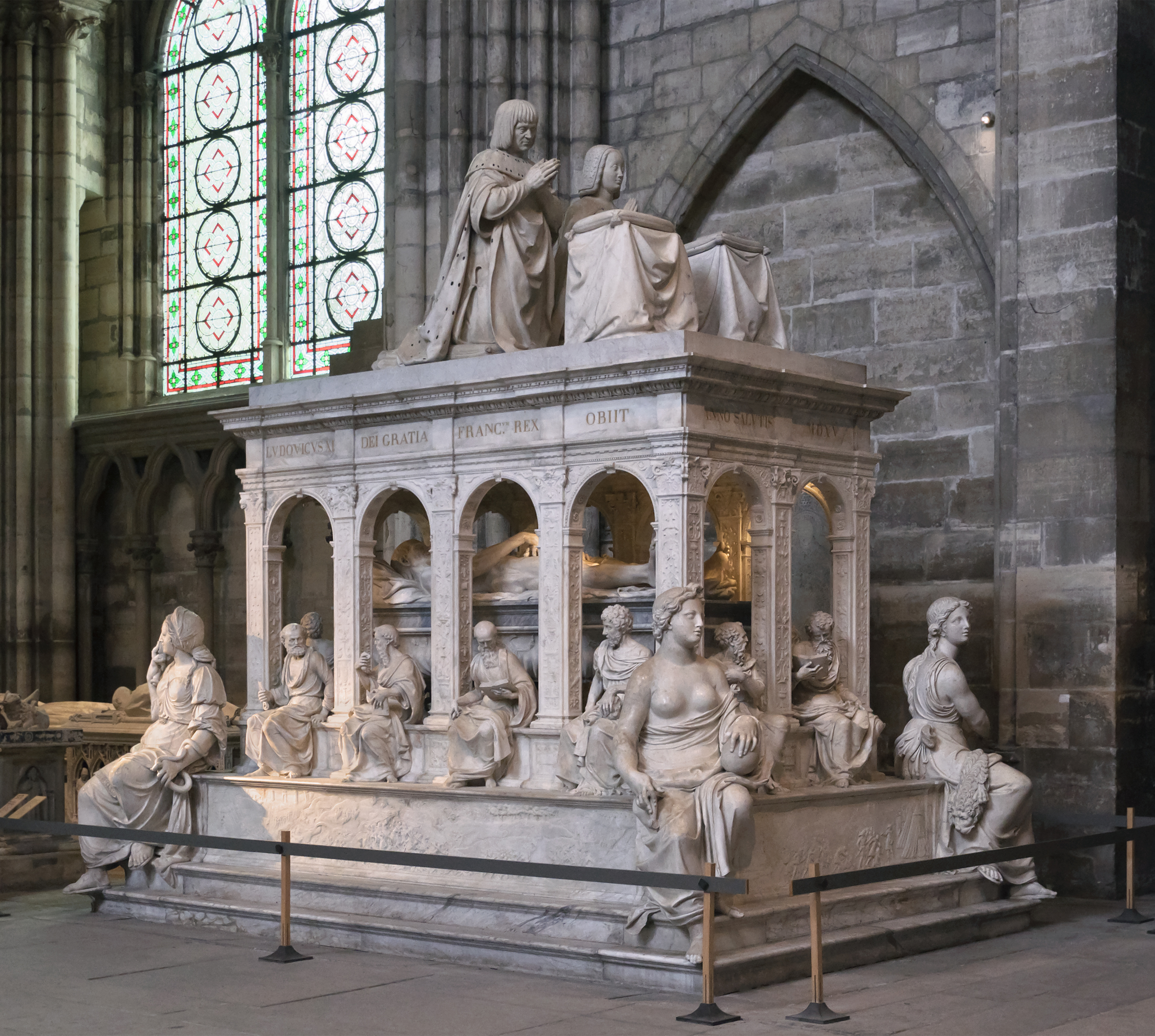
Гробница короля Людовика XII и Анны Бретонской в аббатстве Сен-Дени
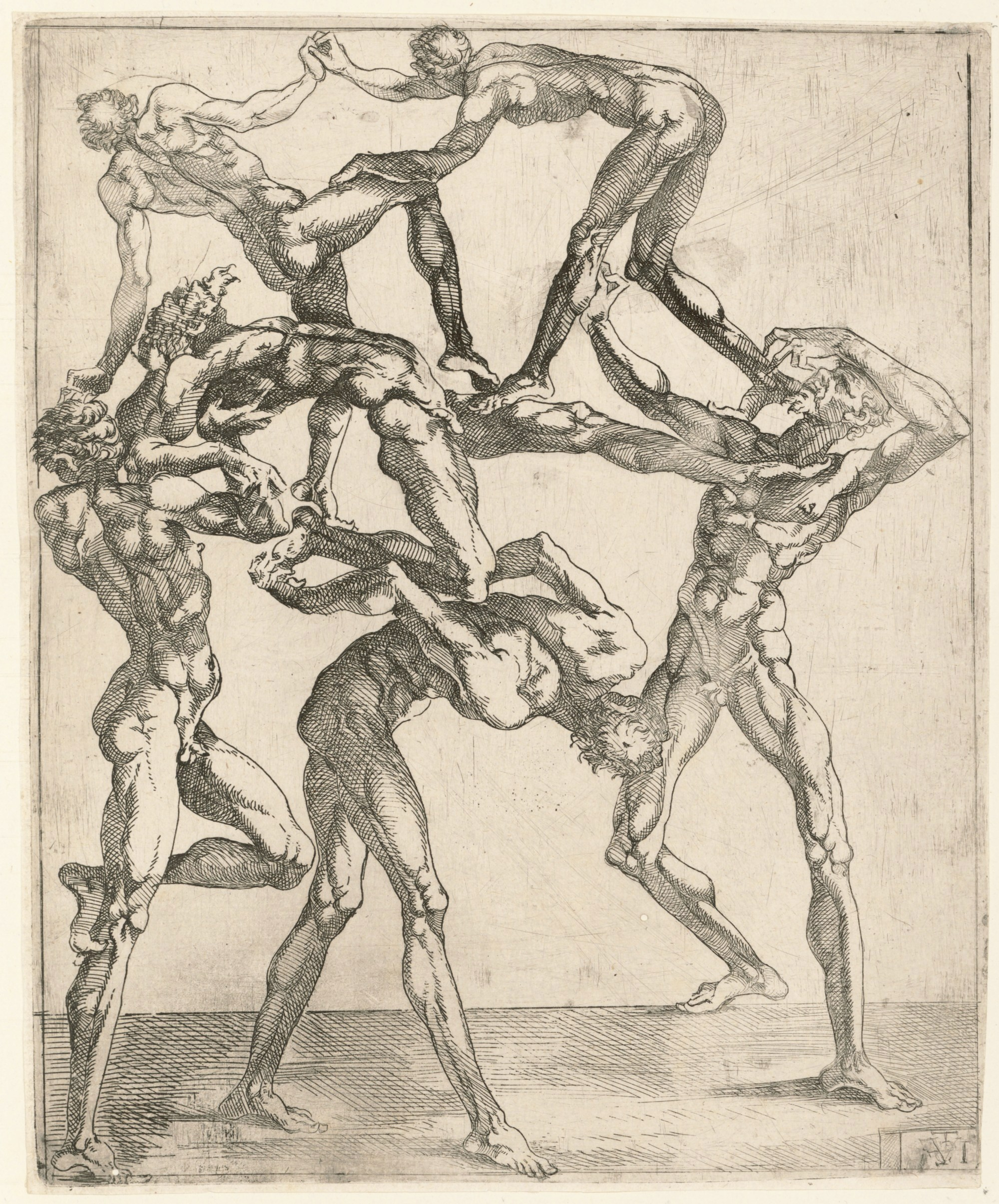
Человеческая пирамида
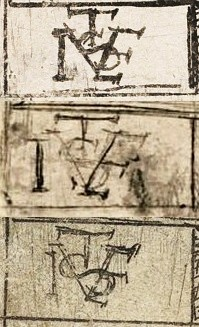
Монограмма художника
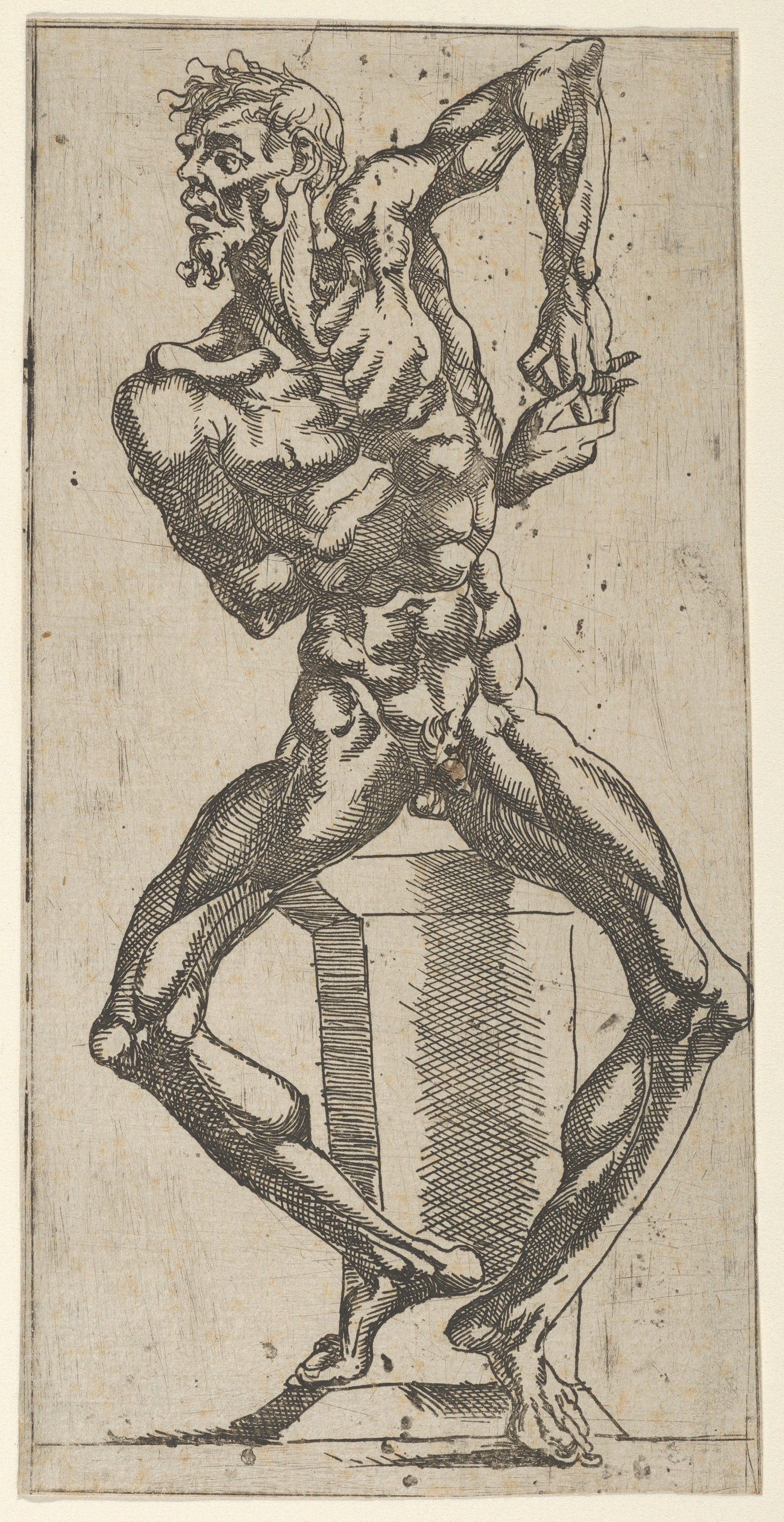
Нагая мужская фигура, сидящая на пьедестале